# Marineministeriet
Marineministeriet var et dansk ministerium, som blev oprettet i 1848 i forbindelse med Enevældens afskaffelse, da kollegiesystemet blev afløst af ministerialsystemet. Ministeriet tog sig af alt, hvad der direkte eller indirekte vedrørte Søværnet, og dets leder havde titel af marineminister. I den periode (1905-1950), hvor marineminister og krigsminister var samme person, blev han kaldt forsvarsminister.
Blandt de institutioner, som hørte under Marineministeriet, kan nævnes Fiskeriinspektionen, Fyr- og Vagervæsenet, Lodsvæsnet, Redningsvæsenet, Søkortarkivet, Meteorologisk Institut, Hirsholmene, Nyboder, Holmens Kirke, Christiansø og Søkvæsthuset.
I 1905 nedlagdes marineminister-funktionen til fordel for den fælles forsvarsminister, der under sig havde de to værnsministerier: Marineministeriet (flåden) og Krigsministeriet (Hæren). Begge ministerier fortsatte imidlertid som selvstændige ministerier under administrativ ledelse af hver sin direktør frem til sammenlægningen af de to ministerier og oprettelsen af Forsvarsministeriet i 1950.
| Myndighed | Spire Denne artikel om en offentlig myndighed er en spire som bør udbygges. Du er velkommen til at hjælpe Wikipedia ved at udvide den. |